# Черноморски еврорегион
Черноморски еврорегион е еврорегион в две от страните-членки на Европейския съюз - България и Румъния. Еврорегионът включва областите, граничещи с Черно море. Той е създаден на 26 септември 2008 г. във Варна. Най-големият град в Черноморски еврорегион е Варна с приблизително 343 хиляди жители, а най-голямо пристанище е Констанца.

## Градове
Най-големите градове са:
| Град      | Жители  | Държава |
| --------- | ------- | ------- |
| Варна     | 343 486 |         |
| Констанца | 310 471 |         |
| Бургас    | 200 264 |         |
| Тулча     | 92 379  |         |
| Добрич    | 89 472  |         |
| Меджидия  | 44 850  |         |
| Мангалия  | 41 153  |         |